# Léopold Ier d'Autriche
Pour les articles homonymes, voir Léopold Ier et Léopold d'Autriche.
Leopold Ier dit le Glorieux (en allemand : Leopold I. der Glorreiche ou Das Schwert Habsburg, « l'épée des Habsbourg »), né le 4 août 1290 à Vienne (Autriche) et mort le 28 février 1326 à Strasbourg, est un prince de la maison de Habsbourg, fils cadet du roi Albert Ier et d'Élisabeth de Tyrol. Il est duc d'Autriche et de Styrie de 1308 jusqu'à sa mort.

## Biographie

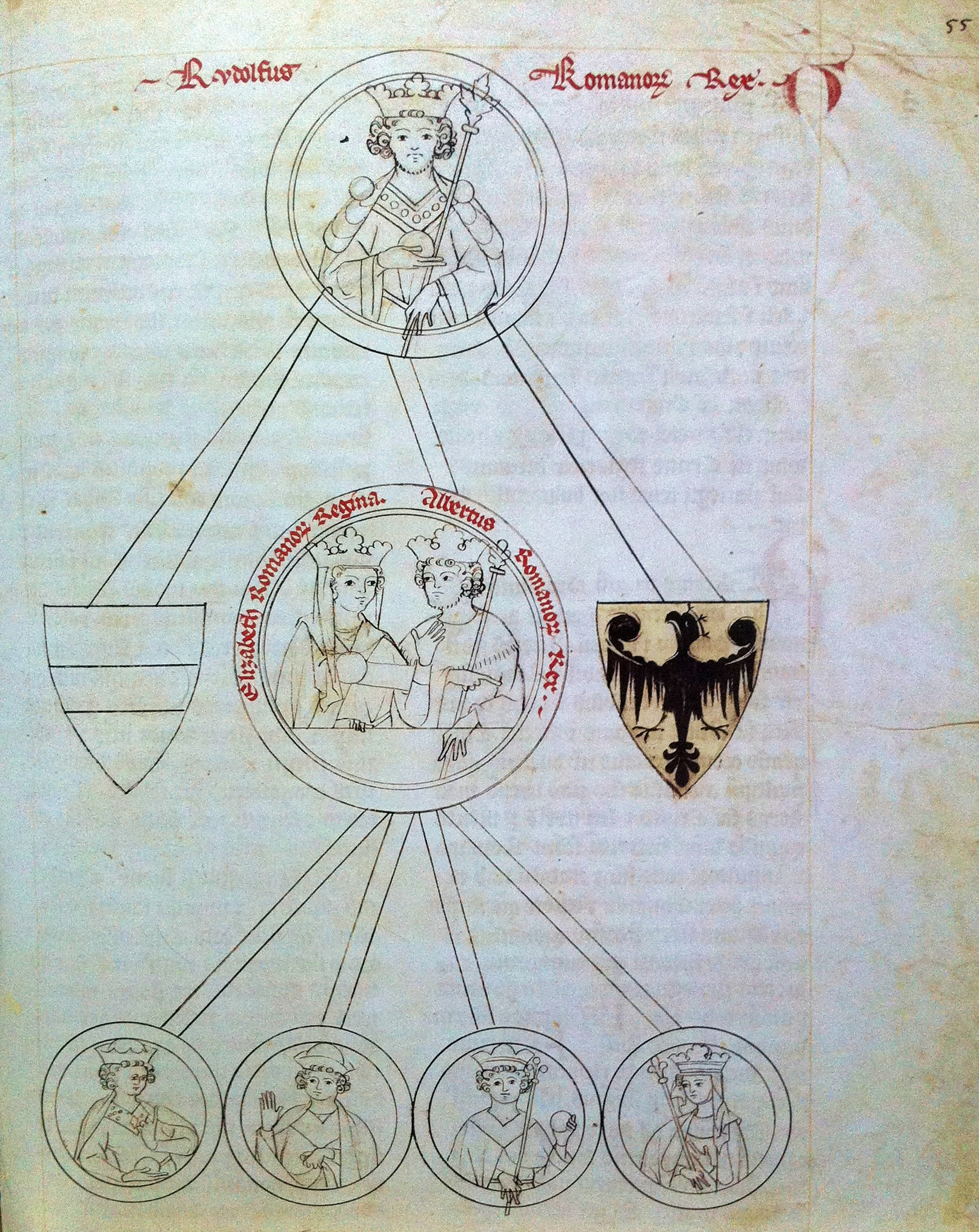
Le pedigree des Habsbourg : Rodolphe, Albert et Élisabeth avec quatre enfants, probablement Rodolphe III, Léopold, Frédéric et Agnès (abbaye de Zwettl, vers 1310).

Léopold naît à Vienne en Autriche, le troisième fils du duc Albert Ier et de son épouse Élisabeth de Goritz-Tyrol, fille du duc Meinhard II de Carinthie. Son grand-père Rodolphe de Habsbourg avait été élu roi des Romains en 1273 ; en 1282, il avait donné les fiefs d'Autriche et de Styrie à ses fils Albert et Rodolphe II. À sa mort en 1291, les princes étaient opposées à une succession d'Albert qui n'est élu roi qu'après la destitution d'Adolphe de Nassau en 1298.
Après l'assassinat de son père, le 1er mai 1308, Léopold partage les biens patrimoniaux des Habsbourg avec son frère aîné Frédéric le Bel. Ce dernier régna sur l'Autriche et la Styrie, alors que Léopold administre les possessions de la famille au sein de l'ancien duché de Souabe, notamment dans la Haute-Alsace et la Suisse alémanique. En tant qu'administrateur des possessions alémaniques des Habsbourg connues sous la dénomination de l'Autriche antérieure (Vorlande ou encore Vorderösterreich en allemand), avec résidence à Brugg et Baden, il subit une défaite décisive face aux forces de la Confédération des III cantons à la bataille de Morgarten le 15 novembre 1315.
En même temps, Léopold tente aussi de faire élire son frère Frédéric roi des Romains le 19 octobre 1314 à Francfort, contre leur cousin Louis de Wittelsbach. Lorsque, le 28 septembre 1322, celui-ci captura Frédéric avec mille trois cents autres gentilshommes d'Autriche et de Salzbourg dans la bataille de Mühldorf, Léopold continua le combat. Cette résistance, alors que Frédéric est prisonnier de Louis au château de Trausnitz dans le Haut-Palatinat, la perte de l'alliance avec le roi Jean Ier de Bohême et la proscription du pape Jean XXII conduisent ce dernier à le relâcher aux conditions de l'« expiation de Trausnitz » du 13 mars 1325 : Frédéric y reconnait son cousin Louis comme souverain légitime et s'engage à retourner en captivité s'il ne parvient pas à convaincre Léopold de déposer les armes. 

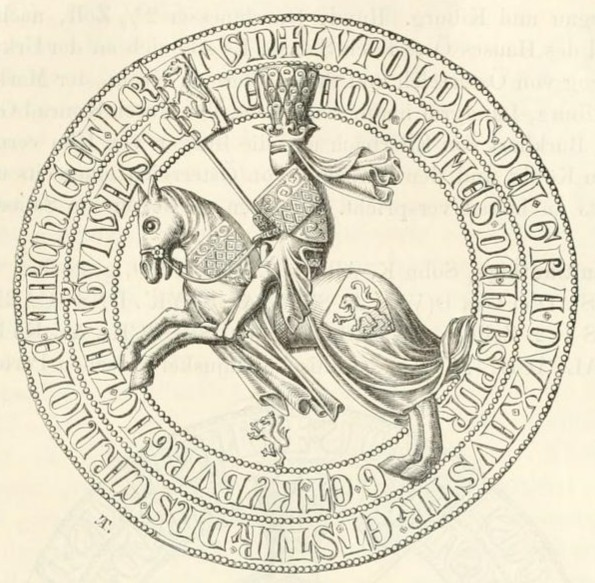
Le sceau du duc Léopold d'Autriche.

Ayant échoué, Frédéric retourne à la cour de Munich se constituer prisonnier, alors même que le pape l'a délié de son serment. Impressionné par sa loyauté chevaleresque, Louis rend son amitié à son cousin (ils ont été élevés ensemble), partage son palais avec lui et ils se mettent d'accord pour diriger en commun le Saint-Empire. Face aux objections du pape et des princes-électeurs, ils signent un nouveau traité à Ulm le 7 janvier 1326, suivant lequel Frédéric dirigerait la Germanie en tant que roi des Romains, tandis que Louis serait couronné empereur en Italie. Cependant, la mort de Léopold le 28 février conduit Frédéric à abandonner cette régence impériale pour ne diriger que les seules possessions des Habsbourg.  
Après cet épisode, il faut attendre 1438 pour qu'un Habsbourg, avec Albert II, soit de nouveau élu roi des Romains : entre-temps, le trône impérial est alternativement occupé par les dynasties de Bavière (Wittelsbach) et de Luxembourg.

## Descendance
Léopold épouse en 1315 Catherine de Savoie (v. 1298-1336), dont il n'a que des filles : 
- Catherine d'Autriche qui épouse Enguerrand VI de Coucy (1315-1344) dont elle a un fils, Enguerrand VII, puis le comte Konrad II von Hardegg, burgrave de Magdebourg ;
- Agnès de Habsbourg (1315-1392), mariée à Bolko II, duc de Schweidnitz et de Jawor.